# Falchion (Band)
Falchion war eine finnische Metal-Band aus Lahti, die 2002 gegründet wurde und sich 2009 auflöste.

## Geschichte
Die Gründung der Band wurde hauptsächlich durch die Alben Elegy von Amorphis und das selbstbetitelte Album von Ensiferum beeinflusst. Gegründet wurde Falchion im Mai 2002 von den 15- und 16-jährigen Jungs Juho Kauppinen (E-Gitarre, Gesang) und Joonas Simonen (Keyboard). Seit dem Jahr 2000 hatten sie bereits zusammen hauptsächlich Lieder von Stratovarius und Amorphis gecovert. Ebenfalls noch im Frühling wurde mit Ville Vehviläinen ein Schlagzeuger gefunden, ehe im Dezember Seppo Tiaskorpi am Bass und im März 2003 Sami Heinonen an der zweiten Gitarre dazustießen. 2002 und 2003 schrieben Kauppinen und Simonen an den ersten Songs, ehe im Juni 2003 ein erstes Demo mit vier Liedern in der Lahden yhteiskoulu, der Schule zu der beide gingen, aufgenommen wurde. Die Aufnahmen fanden unter der Leitung von Juha Kallas statt, der das Material auch abmischte. Während des Studioaufenthaltes verließen Simonen, Heinonnen und Vehvilläinen, der vom Militär eingezogen wurde, die Band, als Ersatz kamen der Schlagzeuger Teemu Peltonen und der Gitarrist Jani Laine dazu. Dadurch wurden die Lieder nur noch von Kauppinen geschrieben. Die Aufnahmen des Demos wurden im November 2003 beendet. Das Demo erschien im selben Monat unter dem Namen Glory of the Sword.
Durch das Demo erreichte die Gruppe im Dezember 2003 einen Plattenvertrag für ein Album bei dem japanischen Label World Chaos Production. Bis Frühling 2004 wurden neun Lieder geschrieben, woraufhin die Aufnahmen im Juni im Studio Watercastle in Jyväskylä mit dem Produzenten Arttu Sarvanne begannen. Er mischte das fertige Material Anfang Juli innerhalb von acht Tagen ab, ehe es im Oktober von Timo Lehtimäki in Studio 57 in Kronoby gemastert wurde. Im September kehrte Sami Heinonen zur Band zurück. Im Oktober trat Kauppinen Korpiklaani bei, wodurch Falchion zunächst inaktiv war. Kurz vor der drohenden Auflösung von Falchion erschien im Oktober 2005 das Debütalbum Legacy of Heathens. Der Veröffentlichung schlossen sich Auftritte an. Im Herbst 2005 zog Kauppinen von Lahti nach Tampere, da dort die meisten Korpiklaani-Mitglieder lebten, infolgedessen Falchion nie mehr in Lahti probte.
Im Sommer 2006 entschied sich Kauppinen die Besetzung komplett zu verändern, da es ihm seit einem Jahr aufgrund der großen Distanz zu den anderen Mitgliedern nicht mehr möglich war, zusammen mit ihnen zu proben. Im August unterhielt sich Kauppinen mit seinem Freund Sampsa Savijärvi, den er überzeugte, der Band als Gitarrist beizutreten. Dieser wiederum brachte seinen Freund Miikka Tulimäki als dritten Gitarristen in die Band ein. Ein weiterer Freund Savijärvis namens Janne Kielinen übernahm den Bass. Der von Korpiklaani kommende Schlagzeuger Matti Johansson komplettierte die Besetzung. Savijärvi verließ bereits kurze Zeit später die Band wieder. Nach Proben im Herbst hielt die Band ihren ersten Auftritt im Februar 2007 in Turku mit Eternal Tears of Sorrow ab. Da die Band 2007 keinen Plattenvertrag hatte, schrieb Kauppinen keine Lieder für Falchion, stattdessen schrieb er insgesamt elf Lieder für die drei Korpiklaani-Alben Tales Along This Road (2006), Tervaskanto (2007) und Korven kuningas (2008). Zudem hielt er von 2005 bis 2007 über 150 Auftritte mit Korpiklaani ab. Nach den Aufnahmen zu Korven kuningas im Herbst 2007 schrieb er an neuen Liedern für Falchion.
Im Dezember 2007 wurden die Adamantium Studios in Tampere gebucht, um dort im März mit dem Produzenten Jukka Ruostila das neue Album aufzunehmen. Nach Verhandlungen mit einem anderen Label unterzeichnete die Gruppe im Januar 2008 einen Plattenvertrag bei dem deutschen Label Massacre Records. Das Album besteht aus Liedern die 2004 sowie zwischen 2006 und 2008 geschrieben wurden. Gemastert wurde das Album von Mika Jussila in Helsinki in den Finnvox Studios. Das Album erschien im September 2008 unter dem Namen Chronicles of the Dead. Im November und Dezember ging es zusammen mit Korpiklaani, Battlelore und Kivimetsän Druidi auf Tournee. Im April 2009 nahm die Band am Ragnarök-Festival in Lichtenfels teil. Gegen Ende des Jahres gab die Gruppe ihre Auflösung bekannt.

## Stil
Reini von stormbringer.at ordnete in seiner Rezension zu Legacy of Heathens die Gruppe dem Pagan- und Viking-Metal zu. Das erste Lied Immortal Heroes erinnere mit seinen doppelstimmigen Gitarrenläufen an Running Wild. Folk in the Golden Town weise leichte Speed-Metal-Einflüsse auf. Auch verarbeite die Gruppe in manchen Songs Einflüsse aus dem Black Metal (Journey in the Woods) oder Death Metal (The Ancient Tale). Marc Halupczok vom Metal Hammer schrieb in seiner Chronicles-of-the-Dead-Kritik, dass hierauf Musik ähnlich wie bei Korpiklaani zu hören ist, wobei Falchion „aber direkter und “metallischer” zu Werke geht“. Geprägt sei das Album durch lange und sich wiederholende Instrumentalpassagen und den begrenzten Gesang Kauppinens. Im Gegensatz zu Korpiklaani oder anderen Bands wie Ensiferum oder Turisas gelinge es der Gruppe nur bedingt, die Folkelemente einzubringen. Rüdiger Stehle von Powermetal.de rezensierte das Album ebenfalls und beschrieb es als eine Mischung aus hartem, direktem Pagan- und Melodic-Death-Metal, die extremer als die Musik von Korpiklaani sei, da sie „[k]eine Keyboards, keine Folkadoodle, kein Humppa und kein Herumhüpfen“ biete. Gelegentlich seien die Melodien „folkig“. Der Song Shadows in the Wasteland weise Gemeinsamkeiten zu Accept auf, während Kingdom of Dust nach Running Wild klinge. Insgesamt lasse sich die Musik mit der von Ensiferum oder Turisas vergleichen.

## Diskografie
- 2003: Glory of the Sword (Demo, Eigenveröffentlichung)
- 2005: Legacy of Heathens (Album, World Chaos Production)
- 2008: Chronicles of the Dead (Album, Massacre Records)